# Tatiana Poutchek
Tatiana Poutchek, née le 9 janvier 1979 à Minsk (Biélorussie), est une joueuse de tennis biélorusse, professionnelle depuis 1998.
En 2003, elle a atteint le 3e tour de l'Open d'Australie (battue par Kim Clijsters), sa meilleure performance en simple dans une épreuve du Grand Chelem. Tatiana Poutchek a remporté huit titres WTA en double dames à ce jour, dont cinq à Tachkent et deux à Guangzhou.

## Biographie
Le 16 juin 2002, Tatiana Poutchek s'incline lors de son unique finale sur le Circuit WTA lors du Tournoi de tennis de Tachkent, battue en finale par l'Arménienne Marie-Gaianeh Mikaelian en deux sets (6-4, 6-4).

## Palmarès

### Titre en simple dames
Aucun

### Finale en simple dames
| No | Date       | Nom et lieu du tournoi  | Catégorie | Dotation  | Surface    | Vainqueure      | Score    |          |
| -- | ---------- | ----------------------- | --------- | --------- | ---------- | --------------- | -------- | -------- |
| 1  | 10-06-2002 | Tashkent Open, Tachkent | Tier IV   | 140 000 $ | Dur (ext.) | Marie Mikaelian | 6-4, 6-4 | Parcours |

### Titres en double dames
| No | Date       | Nom et lieu du tournoi               | Catégorie | Dotation  | Surface    | Partenaire         | Finalistes                               | Score             |          |
| -- | ---------- | ------------------------------------ | --------- | --------- | ---------- | ------------------ | ---------------------------------------- | ----------------- | -------- |
| 1  | 10-06-2002 | Tashkent Open Tachkent               | Tier IV   | 140 000 $ | Dur (ext.) | Tatiana Perebiynis | Mia Buric Galina Fokina                  | 7-5, 6-2          | Parcours |
| 2  | 06-10-2003 | Tashkent Open Tachkent               | Tier IV   | 140 000 $ | Dur (ext.) | Yuliya Beygelzimer | Li Ting Sun Tiantian                     | 6-3, 7-60         | Parcours |
| 3  | 02-10-2006 | Tashkent Open Tachkent               | Tier IV   | 145 000 $ | Dur (ext.) | Victoria Azarenka  | Maria Elena Camerin Emmanuelle Gagliardi | Forfait           | Parcours |
| 4  | 15-09-2008 | International Women’s Open Guangzhou | Tier III  | 175 000 $ | Dur (ext.) | Mariya Koryttseva  | Sun Tiantian Yan Zi                      | 6-3, 4-6, [10-8]  | Parcours |
| 5  | 14-09-2009 | International Women’s Open Guangzhou | Intern'l  | 220 000 $ | Dur (ext.) | Olga Govortsova    | Kimiko Date-Krumm Sun Tiantian           | 3-6, 6-2, [10-8]  | Parcours |
| 6  | 21-09-2009 | Tashkent Open Tachkent               | Intern'l  | 220 000 $ | Dur (ext.) | Olga Govortsova    | Vitalia Diatchenko Ekaterina Dzehalevich | 6-2, 6-71, [10-8] | Parcours |
| 7  | 20-09-2010 | Tashkent Open Tachkent               | Intern'l  | 220 000 $ | Dur (ext.) | Alexandra Panova   | Alexandra Dulgheru Magdaléna Rybáriková  | 6-3, 6-4          | Parcours |
| 8  | 18-07-2011 | Baku Cup Bakou                       | Intern'l  | 220 000 $ | Dur (ext.) | Mariya Koryttseva  | Monica Niculescu Galina Voskoboeva       | 6-3, 2-6, [10-8]  | Parcours |

### Finales en double dames
| No | Date       | Nom et lieu du tournoi               | Catégorie | Dotation    | Surface         | Vainqueures                               | Partenaire           | Score            |          |
| -- | ---------- | ------------------------------------ | --------- | ----------- | --------------- | ----------------------------------------- | -------------------- | ---------------- | -------- |
| 1  | 11-06-2001 | Tashkent Open Tachkent               | Tier IV   | 140 000 $   | Dur (ext.)      | Petra Mandula Patricia Wartusch           | Tatiana Perebiynis   | 6-1, 6-4         | Parcours |
| 2  | 03-02-2003 | WTA Indian Open Hyderabad            | Tier IV   | 140 000 $   | Dur (ext.)      | Elena Likhovtseva Iroda Tulyaganova       | Evgenia Kulikovskaya | 6-4, 6-4         | Parcours |
| 3  | 16-07-2007 | Western & Southern Open Cincinnati   | Tier III  | 175 000 $   | Dur (ext.)      | Bethanie Mattek Sania Mirza               | Alina Jidkova        | 7-64, 7-5        | Parcours |
| 4  | 01-10-2007 | Tashkent Open Tachkent               | Tier IV   | 145 000 $   | Dur (ext.)      | Ekaterina Dzehalevich Anastasiya Yakimova | Anastasia Rodionova  | 2-6, 6-4, [10-7] | Parcours |
| 5  | 08-10-2007 | Kremlin Cup Moscou                   | Tier I    | 1 340 000 $ | Moquette (int.) | Cara Black Liezel Huber                   | Victoria Azarenka    | 4-6, 6-1, [10-7] | Parcours |
| 6  | 07-01-2008 | Medibank International Sydney        | Tier II   | 600 000 $   | Dur (ext.)      | Yan Zi Zheng Jie                          | Tatiana Perebiynis   | 6-4, 7-65        | Parcours |
| 7  | 02-08-2010 | e-Boks Sony Ericsson Open Copenhague | Intern'l  | 220 000 $   | Dur (int.)      | Julia Görges Anna-Lena Grönefeld          | Vitalia Diatchenko   | 6-4, 6-4         | Parcours |

## Parcours en Grand Chelem

### En simple dames
| Année | Open d'Australie | Open d'Australie | Internationaux de France | Internationaux de France | Wimbledon       | Wimbledon        | US Open         | US Open             |
| ----- | ---------------- | ---------------- | ------------------------ | ------------------------ | --------------- | ---------------- | --------------- | ------------------- |
| 1999  | -                | -                | -                        | -                        | -               | -                | 1er tour (1/64) | Venus Williams      |
| 2001  | 1er tour (1/64)  | Justine Henin    | 2e tour (1/32)           | Sandrine Testud          | 1er tour (1/64) | Sandra Cacic     | 2e tour (1/32)  | Miroslava Vavrinec  |
| 2002  | 1er tour (1/64)  | Dája Bedáňová    | 1er tour (1/64)          | Kim Clijsters            | 2e tour (1/32)  | Nathalie Dechy   | 1er tour (1/64) | Amanda Coetzer      |
| 2003  | 3e tour (1/16)   | Kim Clijsters    | 1er tour (1/64)          | Emmanuelle Gagliardi     | 1er tour (1/64) | Dája Bedáňová    | 1er tour (1/64) | Lisa Raymond        |
| 2005  | -                | -                | -                        | -                        | 1er tour (1/64) | Mara Santangelo  | -               | -                   |
| 2006  | -                | -                | -                        | -                        | -               | -                | 1er tour (1/64) | Yuliana Fedak       |
| 2007  | -                | -                | 2e tour (1/32)           | Raluca Olaru             | 2e tour (1/32)  | Anna Chakvetadze | 1er tour (1/64) | Maria Elena Camerin |
| 2008  | 1er tour (1/64)  | Amélie Mauresmo  | -                        | -                        | -               | -                | -               | -                   |

À droite du résultat, l’ultime adversaire.

### En double dames
| Année | Open d'Australie              | Open d'Australie            | Internationaux de France      | Internationaux de France  | Wimbledon                     | Wimbledon                  | US Open                       | US Open                   |
| ----- | ----------------------------- | --------------------------- | ----------------------------- | ------------------------- | ----------------------------- | -------------------------- | ----------------------------- | ------------------------- |
| 1999  | -                             | -                           | -                             | -                         | -                             | -                          | 1er tour (1/32) J. Kostanić   | Krivencheva Maja Murić    |
| 2000  | 1er tour (1/32) Ostrovskaya   | Mirjana Lučić N. Zvereva    | 2e tour (1/16) Petra Rampre   | Magüi Serna Shaughnessy   | 1er tour (1/32) Krivencheva   | A. Cocheteux N. Dechy      | 1er tour (1/32) Zaporozhanova | Cara Black Likhovtseva    |
| 2001  | 1er tour (1/32) Alina Jidkova | Janet Lee W. Prakusya       | 2e tour (1/16) Eva Bes        | Els Callens Shaughnessy   | 2e tour (1/16) Eva Bes        | A. Coetzer Lori McNeil     | 2e tour (1/16) T. Perebiynis  | Navrátilová A. Sánchez    |
| 2002  | 1er tour (1/32) L. Batcheva   | Rika Hiraki Nana Miyagi     | 1er tour (1/32) L. Batcheva   | Rika Fujiwara Ai Sugiyama | 2e tour (1/16) T. Perebiynis  | Janet Lee W. Prakusya      | 1er tour (1/32) T. Perebiynis | M. Hingis A. Kournikova   |
| 2003  | 1er tour (1/32) Kulikovskaya  | Cara Black Likhovtseva      | 1er tour (1/32) An. Rodionova | Petra Mandula P. Wartusch | 1er tour (1/32) Beygelzimer   | M. Sequera M. Washington   | 2e tour (1/16) Beygelzimer    | M. Bartoli M. Casanova    |
| 2004  | 2e tour (1/16) Beygelzimer    | M. Bartoli M. Casanova      | 1er tour (1/32) Beygelzimer   | J. Hopkins M. Washington  | 2e tour (1/16) Beygelzimer    | E. Gagliardi Roberta Vinci | 1er tour (1/32) Beygelzimer   | Nadia Petrova Shaughnessy |
| 2005  | 1er tour (1/32) Yuliana Fedak | E. Dementieva Ai Sugiyama   | -                             | -                         | 1er tour (1/32) A. Yakimova   | Lisa McShea A. Spears      | -                             | -                         |
| 2006  | -                             | -                           | 1er tour (1/32) A. Yakimova   | T. Pironkova Yuan Meng    | 1er tour (1/32) A. Yakimova   | Mariana Díaz N. Grandin    | -                             | -                         |
| 2007  | -                             | -                           | 2e tour (1/16) V. Bardina     | Cara Black Liezel Huber   | -                             | -                          | 2e tour (1/16) T. Tanasugarn  | T. Garbin Shahar Peer     |
| 2008  | 2e tour (1/16) An. Rodionova  | Cara Black Liezel Huber     | 2e tour (1/16) An. Rodionova  | C. Dellacqua F. Schiavone | 1er tour (1/32) An. Rodionova | S. Williams V. Williams    | 3e tour (1/8) An. Rodionova   | M. Erakovic J. Kostanić   |
| 2009  | 2e tour (1/16) An. Rodionova  | A.-L. Grönefeld P. Schnyder | 1er tour (1/32) Mervana Jugić | Klaudia Jans A. Rosolska  | 3e tour (1/8) M. Koryttseva   | K. Barrois T. Garbin       | 1er tour (1/32) M. Koryttseva | Tatjana Malek A. Petkovic |
| 2010  | 1er tour (1/32) O. Govortsova | Ágnes Szávay Roberta Vinci  | 1er tour (1/32) İpek Şenoğlu  | V. Dushevina E. Makarova  | 1er tour (1/32) Dzehalevich   | V. Ruano Shaughnessy       | 1er tour (1/32) Dzehalevich   | Hsieh Su-Wei Peng Shuai   |
| 2011  | 1er tour (1/32) V. Diatchenko | Julia Görges Lisa Raymond   | 1er tour (1/32) A. Panova     | V. Azarenka M. Kirilenko  | 2e tour (1/16) M. Koryttseva  | Peng Shuai Zheng Jie       | 2e tour (1/16) M. Koryttseva  | J. Gajdošová B. Mattek    |

Sous le résultat, la partenaire ; à droite, l’ultime équipe adverse.

### En double mixte
| Année | Open d'Australie | Open d'Australie | Internationaux de France      | Internationaux de France | Wimbledon                    | Wimbledon                  | US Open                | US Open                  |
| ----- | ---------------- | ---------------- | ----------------------------- | ------------------------ | ---------------------------- | -------------------------- | ---------------------- | ------------------------ |
| 2001  | -                | -                | -                             | -                        | 1er tour (1/32) Mariano Hood | T. Garbin Pavel Vízner     | -                      | -                        |
| 2002  | -                | -                | -                             | -                        | 1er tour (1/32) Daniel Vacek | M. Oremans Paul Haarhuis   | -                      | -                        |
| 2003  | -                | -                | -                             | -                        | 1er tour (1/32) Daniel Vacek | Nana Miyagi Stephen Huss   | -                      | -                        |
| 2008  | -                | -                | 1er tour (1/16) Julian Knowle | Yan Zi Mark Knowles      | 2e tour (1/16) Rohan Bopanna | Lisa Raymond Simon Aspelin | 1er tour (1/16) C. Kas | V. Razzano Rogier Wassen |

Sous le résultat, le partenaire ; à droite, l’ultime équipe adverse.

## Parcours en «Premier Mandatory» et «Premier 5»
Découlant d'une réforme du circuit WTA inaugurée en 2009, les tournois WTA « Premier Mandatory » et « Premier 5 » constituent les catégories d'épreuves les plus prestigieuses, après les quatre levées du Grand Chelem.

### En double dames
| Année                      | Premier Mandatory    | Premier Mandatory         | Premier Mandatory       | Premier Mandatory         | Premier Mandatory | Premier Mandatory           | Premier Mandatory  | Premier Mandatory        | Premier 5            | Premier 5 | Premier 5 | Premier 5                  | Premier 5           | Premier 5                  | Premier 5                 | Premier 5                  | Premier 5       | Premier 5  | Premier 5 | Premier 5 | Premier 5 | Premier 5 |
| Année                      | Indian Wells         | Indian Wells              | Miami                   | Miami                     | Madrid            | Madrid                      | Pékin              | Pékin                    | Dubaï                | Dubaï     | Doha      | Doha                       | Rome                | Rome                       | Canada                    | Canada                     | Cincinnati      | Cincinnati | Tokyo     | Tokyo     | Wuhan     | Wuhan     |
| -------------------------- | -------------------- | ------------------------- | ----------------------- | ------------------------- | ----------------- | --------------------------- | ------------------ | ------------------------ | -------------------- | --------- | --------- | -------------------------- | ------------------- | -------------------------- | ------------------------- | -------------------------- | --------------- | ---------- | --------- | --------- | --------- | --------- |
| 2009                       |                      |                           |                         |                           |                   |                             |                    |                          |                      |           |           |                            |                     |                            |                           |                            |                 |            |           |           |           |           |
| 2e tour (1/8) Makarova     | Llagostera Martínez  | 1er tour (1/16) Gallovits | Dulko Peer              | —                         | —                 | 1er tour (1/16) Govortsova  | Grönefeld Schnyder | 2e tour (1/8) Rodionova  | Medina Schiavone     |           |           | 1er tour (1/16) Koryttseva | Hsieh Peng          | 1er tour (1/16) Koryttseva | Amanmuradova Kudryavtseva | 1er tour (1/16) Koryttseva | Mirza Schiavone | —          | —         |           |           |           |
| 2010                       |                      |                           |                         |                           |                   |                             |                    |                          |                      |           |           |                            |                     |                            |                           |                            |                 |            |           |           |           |           |
| 1er tour (1/16) Govortsova | Amanmuradova Kustova | 1er tour (1/16) Rosolska  | Govortsova Kudryavtseva | —                         | —                 | 1er tour (1/16) Dzehalevich | Jans Rosolska      | —                        | —                    |           |           | 2e tour (1/8) Şenoğlu      | Llagostera Martínez | —                          | —                         | —                          | —               | —          | —         |           |           |           |
| 2011                       |                      |                           |                         |                           |                   |                             |                    |                          |                      |           |           |                            |                     |                            |                           |                            |                 |            |           |           |           |           |
| —                          | —                    | —                         | —                       | 1er tour (1/16) Dushevina | Petrova Rodionova | —                           | —                  | 2e tour (1/8) Diatchenko | Hantuchová Radwańska |           |           | 2e tour (1/8) Dushevina    | Dulko Pennetta      | —                          | —                         | —                          | —               | —          | —         |           |           |           |

N.B. : le nom de la partenaire se trouve sous le résultat ; le nom des ultimes adversaires se trouve à droite.

## Parcours aux Jeux olympiques

### En double dames
| # | Date       | Nom de l'olympiade         | Surface    | Résultat      | Partenaire        | Ultimes adversaires            | Score         |          |
| - | ---------- | -------------------------- | ---------- | ------------- | ----------------- | ------------------------------ | ------------- | -------- |
| 1 | 11/08/2008 | Olympic Tennis Event Pékin | Dur (ext.) | 2e tour (1/8) | Victoria Azarenka | Lindsay Davenport Liezel Huber | 6-4, 4-6, 6-3 | Parcours |

## Parcours en Fed Cup
| #                                                                                   | Date       | Lieu       | Surface      | Gagnante(s)                          | Perdante(s)                          | Score       |          |
|                                                                                     |            |            |              |                                      |                                      |             |          |
| 1999 - 1/4 de finale (groupe mondial II) - Biélorussie - République tchèque - 1 : 4 |            |            |              |                                      |                                      |             |          |
| 1                                                                                   | 17/04/1999 | Minsk      | Terre (int.) | Nadejda Ostrovskaya Tatiana Poutchek | Dája Bedáňová Helena Vildová         | 7-5, 6-2    | Parcours |
|                                                                                     |            |            |              |                                      |                                      |             |          |
| 1999 - Barrage (groupe mondial II) - Pays-Bas - Biélorussie - 3 : 0                 |            |            |              |                                      |                                      |             |          |
| 2                                                                                   | 22/07/1999 | Amsterdam  | Dur (ext.)   | Manon Bollegraf Caroline Vis         | Nadejda Ostrovskaya Tatiana Poutchek | 6-2, 6-2    | Parcours |
|                                                                                     |            |            |              |                                      |                                      |             |          |
| 2004 - Barrage (groupe mondial I) - Slovaquie - Biélorussie - 4 : 0                 |            |            |              |                                      |                                      |             |          |
| 3                                                                                   | 10/07/2004 | Bratislava | Terre (ext.) | Ľubomíra Kurhajcová                  | Tatiana Poutchek                     | 6-0, 6-1    | Parcours |
| 3                                                                                   | 10/07/2004 | Bratislava | Terre (ext.) | Darya Kustova Tatiana Poutchek       | Ľubomíra Kurhajcová Martina Suchá    | Non disputé | Parcours |
|                                                                                     |            |            |              |                                      |                                      |             |          |
| 2011 - Barrage (groupe mondial II) - Biélorussie - Estonie - 5 : 0                  |            |            |              |                                      |                                      |             |          |
| 4                                                                                   | 16/04/2011 | Minsk      | Dur (int.)   | Darya Kustova Tatiana Poutchek       | Maret Ani Anett Kontaveit            | 6-2, 6-3    | Parcours |

## Classements WTA en fin de saison

### En simple
| Année | 1994 | 1995 | 1996 | 1997 | 1998 | 1999 | 2000 | 2001 | 2002 | 2003 | 2004 | 2005 | 2006 | 2007 | 2008 | 2009 | 2010 | 2011 |
| Rang  | 780  | 720  | 373  | 231  | 211  | 135  | 87   | 76   | 99   | 121  | 232  | 168  | 116  | 92   | 180  | 263  | 357  | 941  |

Source : (en) « Classements de Tatiana Poutchek », sur le site officiel du WTA Tour

### En double
| Année | 1995 | 1996 | 1997 | 1998 | 1999 | 2000 | 2001 | 2002 | 2003 | 2004 | 2005 | 2006 | 2007 | 2008 | 2009 | 2010 | 2011 | 2012 |
| Rang  | 834  | 366  | 211  | 168  | 122  | 72   | 80   | 76   | 64   | 104  | 112  | 99   | 39   | 37   | 54   | 53   | 71   | 840  |

Source : (en) « Classements de Tatiana Poutchek », sur le site officiel du WTA Tour